# Лаура Павел
Лаура Павел (Дева, 19. октобар 1968) румунски је књижевник, књижевни критичар, есејиста.

## Биографија
Лаура Павел је рођена 19. октобра 1968. године у Деви, као ћерка Доре Павел, књижевнице, и Ежена Павела, лингвисте и научног истраживача. Удата је за књижевног критичара Калина Теутишана.
Дипломирала је књижевност на Бабеш-Бољај универзитету у Клуж-Напоки 1992. године, румунско-енглеску секцију. Докторат из књижевности и теорије драме одбранила је 2002. године са тезом посвећеном Ежену Јонескуу. Лаура Павел је део књижевног круга окупљеног око културног часописа Echinox. Била је истраживач-сарадник на Бриселском слободном универзитету (Université Libre de Bruxelles) 1993. године, на Универзитету у Индијани, у Блумингтону, 1997. године, као и на Универзитету у Амстердаму 2000. године.
Тренутно је професор на Факултету за позориште и телевизију на Универзитету Бабеш-Бољај.

### Есеји и књижевна критика
- Antimemoriile lui Grobei. Eseu monografic despre opera lui Nicolae Breban [The Antimemoirs of Grobei. A monographical essay on the oeuvre of Nicolae Breban], Bucharest, Ed. Didactică şi Pedagogică, 1997, 166 p.; the 2nd edition, Bucharest, Ed. Fundaţiei Culturale Ideea Europeană, 2004, 202 p.
- Ionesco. Anti-lumea unui sceptic [Ionesco. The Anti-word of a skeptic], Piteşti, Ed. Paralela 45, 2002, 316 p.
- Ficţiune şi teatralitate [Fiction and Theatricality], Cluj, Ed. Limes, 2003, 176 p.
- Dumitru Țepeneag şi canonul literaturii alternative [Dumitru Ţepeneag and the Canon of Alternative Literature], Cluj, Casa Cărţii de Ştiinţă, 2007, 180 p.
- Dumitru Tsepeneag and the Canon of Alternative Literature, translated by Alistair Ian Blyth, Champaign & Dublin & London, Dalkey Archive Press, 2011, 214 p. Архивирано на веб-сајту  (10. март 2012)
- Teatru și identitate. Interpretări pe scena interioară / Theatre and Identity. Interpretations on the Inner Stage, Cluj, Casa Cărții de Știință, 2012, 230 p.
- Ionesco. L’antimondo di uno scettico, traduzione di Maria Luisa Lombardo, Roma, Aracne editrice, 2016, 316 p..  978-88-548-9310-8.

### Предговори; уређене збирке
- Nicolae Breban, Bunavestire, 4th edition, preface, chronology and critical references, Piteşti, Ed. Paralela 45, 2002.
- Sorin Crişan, Jocul nebunilor, preface, Cluj, Ed. Dacia, 2003.
- Dumitru Țepeneag, La belle Roumaine, 2nd edition, preface, Bucharest, Ed. Art, 2007.
- Nicolae Breban, Bunavestire, 5th edition, chronology and critical references, Bucharest, Jurnalul Naţional & Ed. Curtea Veche, 2011.

### Преводи
- Melanie Klein, Iubire, vinovăţie, reparaţie [Love, Guilt and Reparation], translation from English, in collaboration, Binghamton & Cluj, Ed. S. Freud, 1994.
- Evelyn Underhill, Mistica [Mysticism], translation from English, Cluj, Ed. "Biblioteca Apostrof", 1995.

### Сабрана дела
- Dicţionar analitic de opere literare româneşti [Analytical Dictionary of Romanian Literary Works], edited by Ion Pop, vol. I-IV (1998–2003); final edition, Cluj, Casa Cărţii de Ştiinţă, 2007 (co-author).
- Ionesco după Ionesco / Ionesco après Ionesco, Cluj, Casa Cărţii de Ştiinţă, 2000 (co-author).
- Dumitru Tsepeneag. Les Métamorphoses d'un créateur : écrivain, théoricien, traducteur (Les actes du colloque organisé les 14-15 avril 2006), Timişoara, Editura Universităţii de Vest, 2006 (co-author).
- T(z)ara noastră. Stereotipii şi prejudecăţi, Bucharest, Institutul Cultural Român, 2006 (co-author).
- Poetica dell'immaginario. Imago 2, coordonator Gisèle Vanhese, Arcavacata di Rende (Cosenza), Centro Editoriale e Librario dell'Università della Calabria, 2010 (co-author).
- Multiculturalismo e multilinguismo / Multiculturalisme et multilinguisme, a cura di Gisèle Vanhese, Quaderni del Dipartimento di Linguistica. Università della Calabria, 25, 2010 (co-author).
- Dicţionarul cronologic al romanului românesc. 1990-2000, Bucharest, Editura Academiei Române, 2011 (co-author).
- Dicționarul cronologic al romanului tradus în România. 1990‒2000, Cluj-Napoca, Institutul de Lingvistică și Istorie Literară „Sextil Pușcariu” Архивирано на веб-сајту  (7. новембар 2017), 2017 (co-author).

## Чланства
- Члан Савеза књижевника Румуније
- Члан Conseil International d'Études Francophones (CIEF)
- Члан Удружења опште и упоредне књижевности Румуније (ALGCR; Association of General and Comparative Literature of Romania)
- Члан уредништва академског часописа Studia Universitatis Babeş-Bolyai, серија драматика

## Награде
- Награда за деби на Националном сајму књига (1997)
- Награда "Анри Жакијер" Француског културног центра у Клужу (2002)
- Награда за изврсност Универзитета Бабеш-Бољај (2002)
- Награда "Књига године - историја књижевности и књижевна критика" Савеза књижевника Румунује, Клуж (2007)